# Tom Grant
Tom Grant is een privédetective, die onder andere de dood van Nirvanazanger Kurt Cobain onderzocht.
Grant was van 1969 tot 1975 politieagent bij het Los Angeles Police Department, waarna hij een veiligheidsadviseur werd. Nadat hij zijn PI-licentie had gehaald, begon hij zijn eigen detectivebureau in 1993 in Beverly Hills.
In 1997 werd hij door Paula Jones ingeschakeld, nadat zij Bill Clinton had beschuldigd van seksuele intimidatie.